# Waseca
Waseca és una població dels Estats Units a l'estat de Minnesota. Segons el cens del 2000 tenia 8.493 habitants.

## Demografia
Segons el cens del 2000, Waseca tenia 8.493 habitants, 3.388 habitatges, i 2.219 famílies. La densitat de població era de 856,2 habitants per km².
Dels 3.388 habitatges en un 34% hi vivien nens de menys de 18 anys, en un 50,6% hi vivien parelles casades, en un 10,8% dones solteres, i en un 34,5% no eren unitats familiars. En el 29,3% dels habitatges hi vivien persones soles l'11,8% de les quals corresponia a persones de 65 anys o més que vivien soles. El nombre mitjà de persones vivint en cada habitatge era de 2,44 i el nombre mitjà de persones que vivien en cada família era de 3,02.
Per edats la població es repartia de la següent manera: un 27% tenia menys de 18 anys, un 9,4% entre 18 i 24, un 28,7% entre 25 i 44, un 19,4% de 45 a 60 i un 15,6% 65 anys o més.
L'edat mediana era de 36 anys. Per cada 100 dones de 18 o més anys hi havia 88,1 homes.
La renda mediana per habitatge era de 39.554 $ i la renda mediana per família de 49.163 $. Els homes tenien una renda mediana de 35.701 $ mentre que les dones 22.837 $. La renda per capita de la població era de 18.439 $. Entorn del 6,5% de les famílies i el 8,4% de la població estaven per davall del llindar de pobresa.

## Poblacions més properes
El següent diagrama mostra les poblacions més properes.